# Chad Hedrick
Chad Paul Hedrick (ur. 17 kwietnia 1977 w Spring) – amerykański łyżwiarz szybki, wielokrotny medalista olimpijski i mistrzostw świata oraz dwukrotny zdobywca Pucharu Świata.

## Kariera
Jest wielokrotnym mistrzem i rekordzistą świata w jeździe na rolkach. Pierwszy tytuł mistrzowski zdobył w wieku 17 lat w 1994. Przyczynił się do rozwoju tego sportu wprowadzając innowacje techniczne. Po osiągnięciu pięćdziesiątego tytułu mistrza świata, zainspirowany przykładem mistrza olimpijskiego w panczenach Dereka Parry, w 2002 rozpoczął treningi łyżwiarskie.
Już w 2004 zdobył w Hamar tytuł wielobojowego mistrza świata, ustanawiając jednocześnie rekord świata (150,478 punktów do wieloboju). W tym samym roku sięgnął po złoto na 5000 m podczas mistrzostw świata na dystansach w Seulu. Za te osiągnięcia w 2004 został uhonorowany nagrodą Oscara Mathisena. W 2005 w Inzell obronił mistrzostwo świata na 5000 m, a w wielobojowych mistrzostwach świata w Moskwie zajął 2. miejsce, przegrywając jedynie z kolegą z reprezentacji, Shanim Davisem. Ustanowił kilka rekordów świata – w Salt Lake City w grudniu 2005 uzyskał czas 12:55,11 na dystansie 10000 m, w tym samym mieście w listopadzie 2005 uzyskał 1:42,78 na 1500 m.
Na igrzyskach olimpijskich w Turynie w lutym 2006 zdobył złoty medal na 5000 m, uzyskując czas 6:14,68. Podczas tych samych igrzysk zdobył srebrny medal na 10000 m i brązowy na 1500 m.
Cztery lata później w Vancouver zdobył dwa kolejne medale olimpijskie: brązowy w wyścigu na 1000 m oraz srebrny w biegu drużynowym.